# 3269 Vibert-Douglas
3269 Vibert-Douglas este un asteroid din centura principală, descoperit pe 6 martie 1981, de Schelte Bus.